# Carl von Wrede

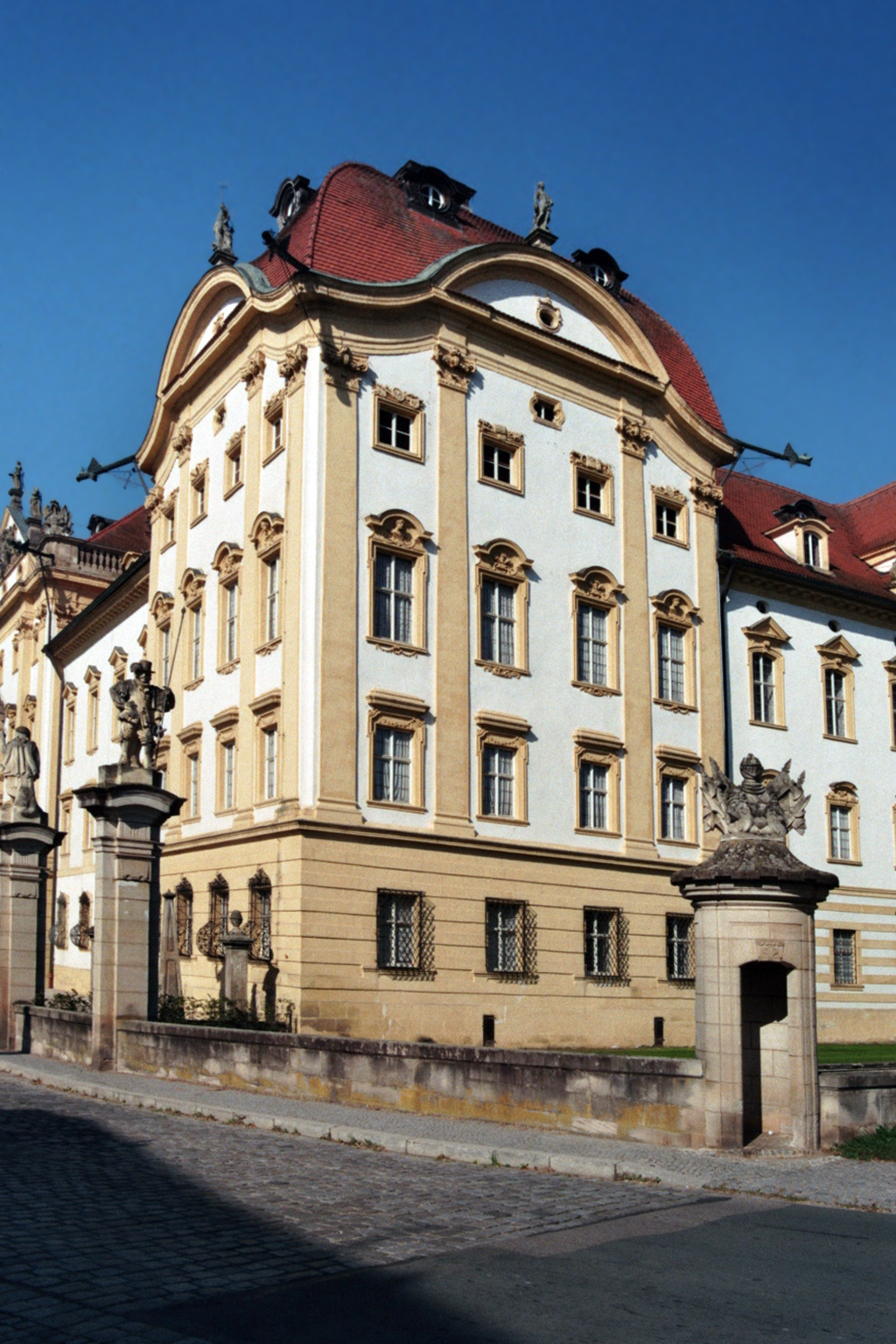
Schloss Ellingen (2011)

Carl Josef Maria Antonius Oskar Philipp Leonhard Melchior Fürst von Wrede (Ellingen, 12 juni 1899 − Märtensmühle, thans: Nuthe-Urstromtal, 3 mei 1945) was sinds 1928 hoofd van het huis Von Wrede en 5e Fürst von Wrede.

## Biografie
Wrede werd geboren op het slot Ellingen als zoon van Carl Philipp 4e Fürst von Wrede (1862-1928) en diens echtgenote Maria Anna Prinzessin von Lobkowicz (1867-1957). In 1928 volgde hij zijn vader op als chef van het huis. Hij trouwde in 1919 met Sophie Gräfin Schaffgotsch genannt Semperfrei von und zu Kynast und Greiffenstein, Freiin zu Trachenberg (1916-2008) met wie hij drie kinderen kreeg, onder wie Carl Friedrich 6e Fürst von Wrede (1942) die hem na zijn overlijden opvolgde als chef van het huis. Zijn dochter Anna Gabriele Fürstin von Wrede (1940) trouwde in  1971 met Rudolf aartshertog van Oostenrijk (1919-2010), zoon van de laatste Oostenrijkse keizer Karel I en keizerin Zita van Bourbon-Parma.
Wrede was doctor in de economie en bosbouwer. Hij bewoonde en beheerde het sinds 1815 in de familie zijnde slot Ellingen dat de familie in 1939 aan de staat Beieren verkocht. Hij was reservemajoor en raakte op 30 april 1945 gewond bij Märtensmühle; enkele dagen later overleed hij daar aan de opgelopen verwondingen. Hij was ridder van Eer en Devotie in de Orde van Malta. Zijn weduwe hertrouwde in 1953 met bosbouwkundige Ernst Freiherr von Aretin (1924-2008).